# François Marthouret
François Marthouret, né le 12 septembre 1943 à Paris 12e, est un acteur, metteur en scène et réalisateur français.
Il est l'un des narrateurs, avec Nini Crépon, de la version française de la série Architectures.

## Biographie

### Engagements
En octobre 2019, il signe avec 40 personnalités du monde du spectacle et de la culture, parmi lesquelles Denis Podalydès, Pierre Arditi, l'ancienne ministre de la Culture Françoise Nyssen ou le journaliste Patrick de Carolis, un appel contre l'interdiction de la corrida aux mineurs que la députée Aurore Bergé souhaitait introduire dans une proposition de loi sur le bien-être animal.

### Vie privée
Il est l'époux de Sylvie Fennec.

## Filmographie

### Cinéma
- 1963 : Décombres de Jacques Mondolini (court-métrage)
- 1965 : Pour le Mistral de Joris Ivens (court-métrage)
- 1970 : Nous n'irons plus au bois de Georges Dumoulin : Lucien
- 1970 : L'Aveu de Costa-Gavras : un policier
- 1970 : Les Camisards de René Allio : le lieutenant de la Fage
- 1973 : Le Retour d'Afrique de Alain Tanner : Vincent
- 1975 : Le Voyage de noces de Nadine Trintignant : Bruno
- 1978 : Le Dossier 51 de Michel Deville : Dominique Auphal/51
- 1978 : Poker menteuses et Révolver matin de Christine Van de Putte : le suiveur
- 1980 : Bobo la tête de Gilles Katz
- 1982 : Antonieta de Carlos Saura
- 1982 : La Petite Bande de Michel Deville : l'homme énigmatique
- 1983 : Vive les femmes ! de Claude Confortès : le brave mec
- 1984 : Liste noire de Alain Bonnot : le commissaire Kalinsky
- 1985 : L'énigme blanche de Peter Kassovitz : Jean
- 1987 : Venise sauvée d'André Engel
- 1988 : Sotto il vestito niente 2 de Dario Piana : l'inspecteur de police
- 1989 : Marquis de Henri Xhonneux : Marquis (voix)
- 1991 : Blanval de Michel Mees : Monsieur
- 1991 : Annabelle partagée de Francesca Comencini : Richard
- 1991 : Le Silence de l'été de Véronique Aubouy (court-métrage)
- 1992 : Amour et chocolat (Hot chocolate) de Josée Dayan : Hubert de la Canelle
- 1994 : Aux petits bonheurs de Michel Deville : Matthieu
- 1995 : L'Amour conjugal de Benoît Barbier : Hairon
- 1995 : Pluies de Véronique Aubouy
- 1998 : Sitcom de François Ozon : le père
- 1998 : La Ville des prodiges (La ciudad de los prodigios) de Mario Camus : Braulio
- 1999 : La Guerre dans le Haut Pays de Francis Reusser : Josias Aviolat
- 1999 : Entrevue de Marie-Pierre Huster (court-métrage)
- 2001 : L'Anglaise et le Duc de Éric Rohmer : Dumouriez
- 2003 : Ticket choc de Marie-Pierre Huster : le prêtre (court-métrage)
- 2004 : Tout le plaisir est pour moi de Isabelle Broué : Gérard
- 2004 : Fanny Ardant et Toi... : le propriétaire (court-métrage)
- 2005 : La Petite Jérusalem de Karin Albou : le professeur de philosophie
- 2005 : Mr. Ripley et les Ombres (Ripley Under Ground) de Roger Spottiswoode : Antoine Plisson
- 2007 : Lost In Cross : Mr Laclos
- 2008 : Deux jours à tuer de Jean Becker : Paul
- 2008 : Aliker de Guy Deslauriers : Le dragon
- 2008 : Ella & Louis de Laurence Moine (court-métrage)
- 2009 : Streamfield, les carnets noirs de Jean-Luc Miesch : Abel Mocchi
- 2010 : Vénus noire de Abdellatif Kechiche : Georges Cuvier
- 2015 : Mémoires sélectives de Pauline Etienne et Raffaela Houlstan-Hasaerts (court-métrage)
- 2015 : Quand le jour se lève de Espérance Pham Thái Lan : Mathieu (court-métrage)
- 2015 : Le Grand Jeu de Nicolas Pariser : Gérard
- 2016 : Monsieur Hernst de Vincent Cappello (court-métrage)
- 2018 : Grâce à Dieu de François Ozon : Cardinal Barbarin
- 2021 : Eugénie Grandet de Marc Dugain : François Grandet

### Télévision
- 1966 : La 99ème minute de François Gir
- 1969 : Les Frères Karamazov de Marcel Bluwal (téléfilm) : Aliocha
- 1969 : Sainte Jeanne de Claude Loursais (téléfilm) : Le dauphin
- 1971 : Crime et châtiment de Stellio Lorenzi (téléfilm) : Raskolnikov
- 1972 : Les Misérables, de Marcel Bluwal (série télévisée) : Marius
- 1973 : Pierre et Jean de Michel Favart (téléfilm) : Pierre
- 1976 : Milady de François Leterrier (téléfilm) : Luc de Leal, l'élève de Gardefort
- 1977 : Bonheur, impair et passe de Roger Vadim (téléfilm) : Wladimir
- 1977 : Le Naufrage de Monte-Cristo de Josée Dayan (téléfilm) : Georges
- 1978 : Lulu de Marcel Bluwal (téléfilm) : Alwa
- 1978 : Aurélien de Michel Favart : Adrien
- 1979 : Mesure pour mesure de Peter Brook (téléfilm) : Le duc Vincento
- 1979 : Les Naufragés du Havre de Michel Léviant (téléfilm) : Julien
- 1980 : Histoires étranges, de Pierre Badel et Peter Kassovitz (série télévisée) : Le docteur Maule
- 1980 : Louis XI, un seul roi pour la France de Jean-Claude Lubtchansky (téléfilm) : Le sire de Commynes
- 1980 : La Vénus d'Ille de Robert Réa (téléfilm) : Prosper Mérimée
- 1981 : Faust au village de Jean-Pierre Prévost (téléfilm) : L'auto-stoppeur
- 1981 : Mémoires de deux jeunes mariées de Marcel Cravenne : Felipe Henarez
- 1981 : Mon meilleur Noël : Papa, maman, Noël de Jacques Fansten : Jean-Pierre
- 1982 : L'Adieu aux enfants de Claude Couderc (téléfilm) : Janusz Korczak
- 1982 : Les Secrets de la princesse de Cadignan de Jacques Deray (téléfilm) : Daniel d'Arthez
- 1982 : De bien étranges affaires, de Jean-Claude Lubtchansky (série télévisée) : Bruno
- 1983 : L'Homme qui aimait deux femmes de Philippe Defrance (téléfilm) : Paul
- 1983 : Credo de Jacques Deray (téléfilm) : Frère Jean
- 1983 : L'Avventura di un fotografo de Francesco Maselli (téléfilm)
- 1985 : Le Deuxième Couteau de Josée Dayan (téléfilm) : Bernotte
- 1985 : L'Énigme blanche de Peter Kassovitz (téléfilm) : Jean
- 1987 : Je tue à la campagne de Josée Dayan (téléfilm) : Anneau
- 1987 : Les Passions de Céline de Josée Dayan (téléfilm) : Céline
- 1988 : Le Chevalier de Pardaillan de Josée Dayan (téléfilm) : Anjou/Henri III
- 1988 : Una vittoria de Luigi Perelli (série télévisée)
- 1988 : L'Eterna Giovinezza de Vittorio De Sisti (téléfilm)
- 1989 : La Mafia - Saison 4 - Raid contre la Mafia (La Piovra 4), de Luigi Perelli (série télévisée) : Ernesto Conti
- 1989 : Manon Roland d'Édouard Molinaro (téléfilm) : Buzot
- 1989 : La Danse du scorpion de Josée Dayan (téléfilm) : Cohen
- 1989 : Haute tension (série télévisée) : Le ministre de l'Industrie
- 1991 : Navarro (série télévisée) : Carminatty
- 1991 : Le Gang des tractions (série télévisée) : Boissel
- 1993 : Les Cinq Dernières Minutes (série télévisée) : Xavier
- 1993 : L'Éternel Mari (téléfilm) : Yvan Veltanov
- 1993-2004 : Julie Lescaut (série télévisée) : Me Paul Lescaut
- 1994 : Fortitude (téléfilm) : Aristide
- 1994 : Les Nuiteux (téléfilm) : Commissaire Boulard
- 1995 : La musique de l'amour: Chouchou de James Cellan Jones (téléfilm) : Claude Debussy
- 1995 : L'Affaire Dreyfus d'Yves Boisset (téléfilm) : Labori
- 1995 : Vies en sursis (téléfilm) : Bruno
- 1995 : Bonjour tristesse (téléfilm) : Raymond
- 1995 : L'Avocate (série télévisée) : Le docteur Fabert
- 1996 : Marion du Faouët : René-Gabriel de Robien, chevalier de La Motte et Pontlo
- 1996 : Les Enfants du mensonge (téléfilm) : Louis
- 1996 : Le Refuge (série télévisée) : Frank Mélac
- 1997 : La femme du pêcheur (téléfilm) : Levet
- 1997 : Madame le Consul (série télévisée) : Pardo
- 1998 : Victor Schœlcher, l'abolition de Paul Vecchiali (téléfilm) : Lamartine
- 1998 : Les Grands Enfants, téléfilm de Denys Granier-Deferre : Antoine Villandry
- 1998 : Elle a l'âge de ma fille (téléfilm) : Gilles
- 1999 : Balzac de Josée Dayan (téléfilm) : Dr Nacquart
- 1999 : Le juge est une femme (série télévisée) : Monsieur de Mornay
- 1999 : La Ferme des animaux (téléfilm) : Boxer (voix)
- 2000 : La Tribu de Zoé (téléfilm) : Clovis
- 2000 : L'Été des hannetons (téléfilm) : Édouard Galtat
- 2000 : La Bicyclette bleue (série télévisée) : Pierre Delmas
- 2000 : Que reste-t-il... d’Étienne Périer (téléfilm) : Julien Lorrimer
- 2001 : Le Prix de la vérité de Joël Santoni (téléfilm) : Jean-Pierre Larchey
- 2001 : Les p'tit gars Ladouceur (téléfilm) : Mercier
- 2001 : Salut la vie (téléfilm) : Paul
- 2002 : Mademoiselle Else (téléfilm) : Père Braun
- 2003 : Un été amoureux (téléfilm) : Professeur Colin
- 2003 : Le Voyage de la grande-duchesse (téléfilm) : Monclar
- 2003 : De soie et de cendre (téléfilm) : Paul Mercier
- 2003 : Ne m'oublie pas, D. Shostakovitch pour France 3, avec le Quatuor Ludwig
- 2004 : La Cliente (téléfilm) : François Fechner
- 2004 : Tout pour être heureux de Jean-Denis Robert (téléfilm) : Pierre
- 2004 : Un jeu dangereux de Patrick Dewolf (téléfilm) : Bertrand Dussart
- 2005 : Nom de code : DP de Patrick Dewolf (téléfilm) : Letellier
- 2005 : Le Temps meurtrier téléfilm de Philippe Monnier : Jean de Montvert
- 2005 : Les Cordier, juge et flic (série télévisée) : Richard Darcourt
- 2005 : Callas et Onassis (téléfilm) : Georges Prêtre
- 2006 : Homicides (série télévisée) : Delpierre
- 2006 : L'Affaire Villemin de Pascal Bonitzer et Raoul Peck (téléfilm) : Juge François
- 2006 : Nous nous sommes tant haïs de Frank Apprédéris (téléfilm) : Robert Schuman
- 2006 : Boulevard du Palais (série télévisée) : Richard Duhesmes
- 2007 : Diana : À la recherche de la vérité (téléfilm) : Bernard
- 2008 : L'Arbre de Mai (téléfilm) : Michel Jobert
- 2008 : Le Sanglot des anges (série télévisée) : François Dubreuil
- 2008 : Les Enfants d'Orion (série télévisée) : Sagnens
- 2009 : Mac Orlan (série télévisée) : William Lachenal
- 2010 : Entre deux eaux de Michaëla Watteaux (téléfilm) : Armand Pontet
- 2010 : Les Châtaigniers du désert de Caroline Huppert (série télévisée) : Bob
- 2010 : Le cinéma de Boris Vian de Alexandre Hilaire et Yacine Badday (documentaire) : Narrateur
- 2012 : Autopsie d'un mariage blanc de Sébastien Grall : Mathieu Roubiaux
- 2014 : La Loi de Barbara de Didier Le Pêcheur : Didier Fishmann
- 2015 : Sanctuaire d'Olivier Masset-Depasse : Robert Badinter
- 2015 : Les Blessures de l'île d'Edwin Baily : Erwan Le Fur
- 2015 : La Loi d'Alexandre de Philippe Venault
- 2017 : Tantale de Gilles Porte : le président
- 2017 : La Loi de Julien de Christophe Douchand : Bertrand Delamarche
- 2020 : Atelier Vania, adaptation filmée de la pièce Oncle Vania par Jacques Weber : Alexandre
- 2021 : Les Aventures du jeune Voltaire d'Alain Tasma : le cardinal de Fleury
- 2022 : Clemenceau, la force d'aimer de Lorraine Lévy : Claude Monet
- 2024 : La Peste d'Antoine Garceau : Professeur Castel

### Réalisation
- 2000 : Mémoires en fuite (téléfilm)
- 2010 : Comment va la douleur ? (téléfilm)
- 2012 : Le Grand Georges (téléfilm)
- 2015 : Port-au-Prince, dimanche 4 janvier (film adapté du roman de Lyonel Trouillot, Bicentenaire ; présenté en avant-première au Grand Palais le 21 novembre 2014, puis sorti en salles de 29 juillet 2015)

## Théâtre

### Comédien
- 1967 : L'Été de Romain Weingarten, mise en scène Jean-François Adam, Poche Montparnasse
- 1969 : Un chantage au théâtre de Dacia Maraini, mise en scène André Téchiné, Théâtre des Mathurins
- 1970 : Le Précepteur de Jakob Michael Reinhold Lenz, mise en scène Antoine Vitez, Théâtre de l'Ouest parisien
- 1970 : La Mouette de Tchekhov, mise en scène Antoine Vitez, Théâtre du Midi Carcassonne
- 1974 : Timon d'Athènes de William Shakespeare, mise en scène Peter Brook, Théâtre des Bouffes du Nord
- 1977 : Ubu aux Bouffes d'après Alfred Jarry, mise en scène Peter Brook, Théâtre des Bouffes du Nord
- 1978 : Mesure pour mesure de William Shakespeare, mise en scène Peter Brook, Théâtre des Bouffes du Nord
- 1982 : Le Songe d’une nuit d’été de William Shakespeare, mise en scène Stuart Seide, Théâtre national de Chaillot
- 1983 : Tea party d'Harold Pinter, mise en scène François Marthouret, Théâtre de la Gaîté-Montparnasse
- 1983 : Des jours et des nuits d'Harold Pinter, mise en scène François Marthouret, Théâtre de la Gaîté-Montparnasse
- 1984 : Sommeil de Bruno Bayen, mise en scène Jean-Louis Jacopin, Théâtre de l'Hôtel de Ville Le Havre
- 1985: Hamlet W. Shakespeare ; m.en sc. François Marthouret et Hortense Guillemard
- 1985 : Jules César, mise en scène Robert Hossein, Palais des sports de Paris
- 1986 : Venise sauvée de Hugo von Hofmannsthal, mise en scène André Engel, Festival d'Avignon, MC93 Bobigny
- 1987 : Dans la jungle des villes de Bertolt Brecht, mise en scène Georges Lavaudant, Théâtre de la Ville, TNP
- 1989 : Un mois à la campagne d’Ivan Tourgueniev, mise en scène Bernard Murat, théâtre Édouard VII
- 1990 : Récital René Char, lecture, mise en scène René Farabet, Festival d'Avignon
- 1991 : Mesure pour mesure de William Shakespeare, mise en scène Peter Zadek, Odéon-Théâtre de l'Europe
- 1991 : La Musica deuxième de Marguerite Duras, mise en scène Jean-Louis Martinelli, Théâtre de Lyon
- 1992 : Récital René Char d'après René Char, mise en scène René Farabet, Festival d'Avignon
- 1992 : Le Livre des fuites de Le Clézio, Festival d'Avignon
- 1993 : Le Pilote aveugle d'après Giovanni Papini, mise en scène Catherine Dewitte, Théâtre de l'Athénée-Louis-Jouvet
- 1994 : Pour Roland Dubillard, direction artistique Pierre Dumayet, lectures de France Culture Festival d'Avignon
- 1996 : Gertrud de Hjalmar Söderberg, mise en scène Gérard Desarthe, Théâtre Hébertot
- 1997 : L'Intranquillité d'après Fernando Pessoa, mise en scène Alain Rais, Maison de la Poésie
- 1998 : L'Intranquillité d'après Fernando Pessoa, mise en scène Alain Rais, Maison de la Poésie
- 2000 : Huis clos de Jean-Paul Sartre, mise en scène Robert Hossein, théâtre Marigny
- 2000 : Fièvre de Anton Pashku, mise en lecture Ophélie Orecchia, Festival d'Avignon
- 2002 : Père d'August Strindberg, mise en scène François Marthouret et Julie Brochen, Théâtre 71 Malakoff, Théâtre des Célestins
- 2002 : La Grande Roue de Václav Havel, mise en lecture Marcel Bozonnet, Festival d'Avignon
- 2004 : Traits d'union de Murielle Magellan, mise en scène Bernard Murat, Théâtre des Mathurins
- 2004 : Oncle Paul d'après Austin Pendleton, mise en scène Jean-Marie Besset et Gilbert Désveaux, Théâtre du Rond-Point
- 2006 : Trahisons d'Harold Pinter, mise en scène Philippe Lanton, Théâtre de l'Athénée-Louis-Jouvet
- 2007 : Le Nouveau Testament de Sacha Guitry, mise en scène Daniel Benoin, Théâtre national de Nice
- 2007 : Faces de John Cassavetes, mise en scène Daniel Benoin, Théâtre national de Nice
- 2007 : L'Intranquillité d'après Fernando Pessoa, mise en scène Alain Rais, Théâtre des Bouffes du Nord, Théâtre national de Nice
- 2008 : Un couple idéal de Jean-Marie Besset, mise en espace Jean-Luc Revol, Festival Nouveaux Auteurs dans la Vallée de l’Aude
- 2009 : Faces de John Cassavetes, mise en scène Daniel Benoin, Théâtre Nanterre-Amandiers
- 2009 : Communistes et compagnons de route malakoffiots d’après des entretiens de militants communistes menés par Wajdi Mouawad, lecture Festival d'Avignon
- 2009 : Satie en liberté conception Karin Muller musique Erik Satie, Théâtre des Bouffes du Nord
- 2009 : Le Nouveau Testament de Sacha Guitry, mise en scène Daniel Benoin, tournée, Théâtre de la Croix-Rousse, Théâtre La Criée, Théâtre du Nord, Théâtre des Treize Vents, Théâtre Nanterre-Amandiers
- 2010 : Le Collectionneur de Christine et Olivier Orban, mise en scène Daniel Benoin, Théâtre national de Nice
- 2010 : Le Solitaire d'Eugène Ionesco, mise en scène Jean-Louis Martinelli, théâtre de la Madeleine
- 2012 : Mort d'un commis voyageur d'Arthur Miller, mise en scène Claudia Stavisky, théâtre des Célestins
- 2012 : L'Enterrement (Festen... la suite), de Thomas Vinterberg et Mogens Rukovmise, mise en scène par Daniel Benoin, Théâtre National de Nice, Théâtre des Célestins, Théâtre du Rond-Point
- 2013 : Mort d'un commis voyageur d'Arthur Miller, mise en scène Claudia Stavisky, tournée
- 2014 : Au bord de la mer d'Edward Albee, mise en scène Jean-Marie Besset, Festival NAVA de Limoux
- 2016 : Les affaires sont les affaires d'Octave Mirbeau, mise en scène Claudia Stavisky, théâtre des Célestins
- 2016 : Le Souper de Jean-Claude Brisville, mise en scène Daniel Benoin, tournée
- 2017 : Ça va ? de Jean-Claude Grumberg, mise en scène Daniel Benoin, théâtre du Rond-Point et tournée
- 2021 : Le Roi Lear de William Shakespeare, mise en scène Georges Lavaudant, théâtre de la Porte Saint-Martin
- 2021 : Le Centenaire, textes de René de Obaldia, théâtre de Poche Montparnasse
- 2022 : Molière, spectacle hommage à Molière avec Jacques Weber, théâtre de Poche Montparnasse
- 2023 : So Sade - Entretien avec le marquis de Sade, spectacle de Noëlle Châtelet, Festival d'Avignon
- 2025 : Le Misanthrope de Molière, mise en scène Georges Lavaudant, Théâtre de l'Athénée Louis-Jouvet, Théâtre Jean-Claude Carrière, Montpellier
- 2025 : Le Livre de l'intranquillité de Fernando Pessoa, mise en scène Anne Kessler, Théâtre du Petit-Saint-Martin

### Metteur en scène
- 1980 : La Tempête de William Shakespeare
- 1983 : Des jours et des nuits d'Harold Pinter, théâtre de la Gaîté-Montparnasse
- 1985 : Hamlet de William Shakespeare Bouffes du Nord
- 1992 : Le Livre des fuites de J. M. G. Le Clézio, Festival d'Av!gnon ; Odéon
- 1996 : Gertrud de Hjalmar Söderberg, théâtre Hébertot
- 2002 : Père de August Strindberg, Théâtre 71;TH du Gymnase Marseille.

## Doublage

### Cinéma

#### Films
- John Hurt dans :
  - Dogville (2003) : le narrateur
  - Manderlay (2005) : le narrateur
  - Jackie (2016) : père Richard McSorley
- John Malkovich dans :
  - Rochester, le dernier des libertins (2004) : Charles II
  - Burn After Reading (2008) : Osbourne Cox
  - Et après (2009) : Joseph Kay
- 1957[3] : Ariane : Franck Flannagan (Gary Cooper)
- 1970 : La Route de Salina : Jonas (Robert Walker Jr.)
- 1975 : Barry Lyndon : lord Bullington (Leon Vitali)
- 1989 : Marquis : Marquis
- 1994 : La Jeune Fille et la Mort : Gerardo Escobar (Stuart Wilson)
- 1995 : Orson Welles : The one-man band (en) : voix du récitant
- 1997 : Un Buñuel Mexicain : voix du récitant
- 1997 : Attaville, la véritable histoire des fourmis : voix du récitant
- 1998 : Ennemi d'État : Thomas Brian Reynolds (Jon Voight)
- 1999 : L'Anglais : Terry Valentine (Peter Fonda)
- 2002 : Un nouveau Russe : Larri (Levani Outchaneïchvili)
- 2002 : The Hours : Richard Brown (Ed Harris)
- 2003 : Kill Bill : Bill (David Carradine)
- 2007 : Angel : Théo (Sam Neill)
- 2007 : I'm Not There : Keenan Jones / Pat Garrett (Bruce Greenwood)
- 2009 : Good Morning England : Sir Alistair Dormandy (Kenneth Branagh)
- 2010 : Le Discours d'un roi : Lionel Logue (Geoffrey Rush)
- 2013 : Perfect Mothers : Saul (Gary Sweet)
- 2013 : Jimmy P. (Psychothérapie d'un Indien des Plaines) : Karl Menninger (Larry Pine)
- 2013 : Nymphomaniac : Seligman (Stellan Skarsgård)
- 2019 : Adults in the Room : Wolfgang Schäuble (Ulrich Tukur)
- 2022 : Caravage : le cardinal Del Monte (Michele Placido)
- 2024 : Megalopolis : Nush Berman (Dustin Hoffman)

#### Films d'animation
- 1942[4] : Bambi : le grand prince de la forêt
- 1999 : La Ferme des animaux : Malabar
- 2016 : Le Garçon et la Bête : Hyakushūbō
- 2023 : Le Garçon et le Héron : Grand-oncle

#### Films documentaires
- 1998 : Il était une fois la Mésopotamie de Jean-Claude Lubtchansky : voix off
- 1998 : Quand le Japon s’ouvrit au monde de Jean-Claude Lubtchansky : voix off
- 1999 : Galilée, le messager des étoiles de Jean-Claude Lubtchansky : voix off
- 1999 : Vers Tombouctou : L’Afrique des explorateurs de Jean-Claude Lubtchansky : voix off
- 2000 : Les Cités perdues des Mayas de Jean-Claude Lubtchansky : voix off
- 2002 : La Terre des Peaux-Rouges de Jean-Claude Lubtchansky : voix off

### Télévision
- depuis 1996 : Architectures, série documentaire de Richard Copans et Stan Neumann : voix du narrateur
- 2021 : Clarice : Nils Hagen (Peter McRobbie) (3 épisodes)
- 2022 : Esterno notte : le pape Paul VI (Toni Servillo)

#### Série d'animation
- 1993 : Léa et Gaspard[5] : ?

## Livres audio
- Anthologie de la poésie française. Tome 2, Poésie des XVIIe et XVIIIe siècles (Éditions Thélème, 2000). Co-narrateur[6]
- Vies minuscules, de Pierre Michon (Éditions Gallimard, 2004). Co-narrateur[7]
- Les Fourmis, le Loup-garou et autres nouvelles, de Boris Vian (Audiolib, 2009). Co-narrateur[8]
- La Mort de Belle, de Georges Simenon (Audiolib, 2009)[9]
- L'Intranquillité, de Fernando Pessoa (Éditions Thélème, 2010)[10]
- Cinq leçons sur la psychanalyse, de Sigmund Freud (Audiolib, 2010)[11]
- Les Secrets de famille, de Serge Tisseron (Presses universitaires de France, coll. « Que sais-je ? » en 1 heure, 2013)[12]
- Le Chien jaune, de Georges Simenon (Audiolib, 2013)[13]
- L'Affaire Saint-Fiacre, de Georges Simenon (Audiolib, 2013)[13]

## Distinctions

### Récompenses
- 2000 : Meilleur film, Festival de la fiction TV de Saint-Tropez en 2000, pour le téléfilm Mémoires en fuite qu'il a réalisé[14].
- 2013 : Coup de cœur de l'Académie Charles-Cros, Parole enregistrée & documents sonores[15] pour sa lecture de Maigret, Le Chien jaune de Georges Simenon.
- 2014 : Prix du Syndicat des Critiques de Films. Cinéma et Télévision. Meilleur téléfilm 2013 pour Le Grand Georges '

### Nominations
- Molières 1996 : Molière du comédien dans un second rôle pour Gertrud
- Molières 2016 : Molière du comédien dans un spectacle de théâtre public pour Les affaires sont les affaires
- Molières 2022 : Molière du comédien dans un second rôle pour Le Roi Lear

### Décoration
- 2004 :  Officier de l'ordre des Arts et des Lettres [16]